# 烏里揚諾夫卡 (赫爾松區)
烏里揚諾夫卡是烏克蘭南部赫爾松州赫尔松区达尔伊夫卡市镇内的村莊。該村始建於1805年，面積1平方公里，海拔高度25米，2001年人口551，人口密度每平方公里549.4人。